# Henri de Chastelard de Salières
Pour les articles homonymes, voir Salières.
Henri de Chastelard de Salières, né Henri de Chastelard, appelé le marquis de Salières (1602-1680), est un militaire français, qui fut colonel commandant du régiment de Carignan-Salières en Nouvelle-France. 

## Biographie
Henri est le troisième fils de Claude, seigneur de Chastellard lès-Hauterive et de Jeanne Musy. Gentilhomme ordinaire de la chambre du roi, il épouse Honorée de Maty dont il a deux enfants, François Baltasar et Claudine.
Henri de Chastelard naquit au château de Chastelard à Hauterives dans la Drôme. Il s'engage dans l'armée française et deviendra officier. 
En 1630, le roi Louis XIII de France crée un régiment composé essentiellement de gardes du Roi et mis sous le commandement de Henri Chastelard de Salière. Ce régiment suivit Louis XIII lors de la guerre avec le comte de Savoie. Lors des campagnes militaires en Italie, le régiment de Salières se battra au côté du régiment de Carignan.
Le régiment Carignan-Salières a été formé par la fusion du régiment Salières, qui était établi durant la Guerre de Trente Ans (1618-1648), et du régiment Carignan, qui était établi en 1644 en Piémont. La fusion a pris place en 1658 pendant que le régiment se battait en Europe.
En décembre 1664, il reçoit l'ordre de conduire son régiment à La Rochelle en vue d'un embarquement pour la Nouvelle-France. Il s’embarque du port de La Rochelle le 13 mai 1665 sur le navire l’Aigle d’Or et arrive au Canada le 18 août où il débarque dans la ville de Québec.
En octobre 1665, Henri de Chastelard de Salières, sous commandement d'Alexandre de Prouville de Tracy, du Régiment de Carignan-Salières, fait édifier le fort Sainte-Thérèse afin de renforcer la ligne de défense méridionale de la Nouvelle-France face aux menaces des Iroquois.
Le 14 septembre 1666, il prend part à l’expédition militaire contre les Agniers.
Henri de Chastelard regagne la France à l’automne 1668. Il démissionne de sa charge le 23 mai 1677. Il meurt le 22 juillet 1680 à Paris et est inhumé à l'église Saint-Sulpice.
Il avait pour neveu Balthazard Flotte de La Frédière, gouverneur par intérim de Montréal de 1666 à 1667.